# Cebrio apicalis
Cebrio apicalis is een keversoort uit de familie Cebrionidae. De wetenschappelijke naam van de soort is voor het eerst geldig gepubliceerd in 1882 door Chevrolat.